# Marga Petersen
Margarete « Marga » Petersen (née le 18 septembre 1919 à Brême et décédé le 22 septembre 2002 à Ottersberg) est une athlète (ouest-)allemande spécialiste du 100 mètres. Licenciée au Werder Brême, il mesure 1,65 m pour 52 kg. Elle est la première personnalité sportive allemande de l'année, titre qu'elle gagne en 1947.

## Carrière

### Palmarès
| Date | Compétition           | Lieu     | Résultat | Performance |
| ---- | --------------------- | -------- | -------- | ----------- |
| 1952 | Jeux olympiques d'été | Helsinki | 2e       | 45 s 9      |

### Records
| Épreuve    | Performance | Lieu | Date |
| ---------- | ----------- | ---- | ---- |
| 100 mètres | 11 s 8      |      | 1947 |